# Astakos (Bithynien)
Astakos (altgriechisch Ἀστακός „Hummerstadt“) war eine antike Stadt in der kleinasiatischen Landschaft Bithynien am Ostende des nach ihr benannten Meerbusens von Astakos, dem heutigen Golf von İzmit. Die genaue Lage ist nicht bekannt.
Nach Strabon war Astakos eine Kolonie von Athen und Megara. Memnon von Herakleia schreibt, dass die Stadt am Anfang der 17. Olympiade (712/11 v. Chr.) von Kolonisten aus Megara gegründet wurde. Astakos wurde Mitglied des delisch-attischen Seebunds. Durch die Ansiedlung athenischer Kolonisten endete die Selbstständigkeit 435/34 v. Chr.
Um das Jahr 405 v. Chr. kam Astakos durch Doidalses unter bithynische Herrschaft. Nikomedes I. siedelte die Bewohner von Astakos, das im Krieg seines Vorgängers Zipoites gegen den Diadochen Lysimachos zumindest teilweise zerstört worden war, 264 v. Chr. um in die von ihm neu gegründete Hauptstadt Nikomedia, das heutige İzmit.
Für eine Gleichsetzung der Städte Astakos und Olbia fehlen antike Belege. Die Behauptung stützt sich auf indirekte Argumente (Pseudo-Skylax nennt Olbia, aber nicht Astakos; Strabon dagegen nennt Astakos, aber nicht Olbia) und Mythologie (nach Stephanos von Byzanz war Astakos die Gründung eines gleichnamigen Sohnes von Poseidon und Olbia).
Am astakischen Meerbusen fand laut den Dionysiaka des Nonnos von Panopolis die erste Schlacht zwischen dem Heer des Dionysos und den Indern statt. Dionysos wurde Sieger, indem er das Wasser des Meerbusens in Wein verwandelte und so seine Gegner trunken machte. In den Bergwäldern der Umgebung ist die ebenfalls bei Nonnos erzählte Geschichte der tragischen Liebe des Berghirten Hymnos zur Jägerin Nikaia angesiedelt.